# Пролетарське (Кабардино-Балкарія)
Пролетарське (рос. Пролетарское) — село у Прохладненському районі Кабардино-Балкарії Російської Федерації.
Орган місцевого самоврядування — сільське поселення Пролетарське. Населення становить 2385 осіб.

## Історія
Згідно із законом від 27 лютого 2005 року органом місцевого самоврядування є сільське поселення Пролетарське.

## Населення
| 1970  | 1989  | 2002  | 2010  | 2012  | 2013  | 2014  |
| ----- | ----- | ----- | ----- | ----- | ----- | ----- |
| 1648  | ↗2325 | ↗2419 | ↘2385 | ↘2378 | ↗2389 | ↗2422 |
| 2015  | 2016  | 2017  | 2018  | 2019  | 2020  |       |
| →2422 | ↗2471 | ↗2481 | ↘2461 | ↗2465 | ↘2464 |       |